# اچ‌آر ۴۱۸۸
اچ‌آر ۴۱۸۸ یک ستاره است که در صورت فلکی قرار دارد.